# Fodil Megharia
Fodil Megharia (Orléansville, 23 maggio 1961) è un ex calciatore algerino, di ruolo difensore.

## Carriera
Con la nazionale algerina ha partecipato al mondiale 1986 e a 4 edizioni della coppa d'africa nel 1986, 1988, 1990 e 1992.

## Palmarès

### Club

#### Competizioni nazionali
- Campionato tunisino: 2

Club Africain: 1990, 1992
- Coppa di Tunisia: 1

Club Africain: 1992

#### Competizioni internazionali
- CAF Champions League: 1

Club Africain: 1991
- Coppa afro-asiatica: 1

Club Africain: 1992

### Nazionale
- Coppa d'Africa: 1

1990